# タタ・ヤン
タタ・ヤン（あるいはターター・ヤン、Tata Young、ทาทา ยัง、1980年12月14日 - ）は、タイ出身の歌手。タイでは記録的なヒットを飛ばした歌手で、現在のタイ芸能界のアイドルの原型にもなった。2004年には日本でもデビュー。

## 経歴
タタは1980年、アメリカ人の父と、タイ人の母の間に生まれる。
本名はアミター・マリア・ヤン（อมิตา มารี ยัง）。ターター（ทาทา）はニックネームである。彼女の両親がインドへ旅行したときに、タタというインドの財閥の名前をよく目にした。この財閥のように裕福に育ってほしいという願いをこめて、子供が産まれたときはこの名前を付けようと決めていたという。
タタは幼少期から歌とダンスを習っていたが11歳の時に全国ジュニア歌唱コンテストインターナショナル部門でグランプリを取得したことにより芸能界入りする。1994年の14歳の時には当時、ポップス業界のシェアをほぼ独占していたグラミー・エンターテイメントと契約、同年にデビュー・アルバム『Amita Tata Young』を発表。コケティッシュな外見と、年齢に似合わぬ歌唱力の高さから、このアルバムは記録的なヒットとなった。後には1996年には、観光局の当時のキャッチフレーズ、「Amazing Thailand」に便乗したものと思われるアルバム『Amazing Tata』を発表したが、これはタイ音楽史上希に見る販売数となった。
このような中で、タタはテレビのインタビューなどでは、アイドル的な無難な返答を好まず、はっきりとものを言う態度を全面に出したが、これが好感を得、老若男女、貧富問わずに幅広い支持層を得た。中でも「私はハーフなどではなく、100%アメリカ人で、100%タイ人です。」というコメントは彼女のこのころの自信の強さを示す言葉として有名である。
このようにアイドル視される中で、タタは突如グラミーとの契約更新を拒否。「もっと自由な音楽活動がしたい」との旨のコメントを出して、当時小さな企業であったBECテロ社と契約した。2004年にはBECテロ契約以降初めての英語アルバムとなる『アイ・ビリーヴ』を発表した。これは、主にアジア圏での市場拡大を狙ったものであるが、同時にアメリカデビューを見据え、全編英語で構成されている。
2007年よりタタは甲状腺機能低下症を患っており、治療の過程で体重が増加した。また、トレードマークの赤い髪を黒く染めた。これらにより注目すべきイメージの変化があった。
パリス・ヒルトンはタタについて、ブログに2度書いた事がある。

## 日本での活動
1998年2月にNHKホールにて開催されたアジア・ライブ・ドリーム98にトップバッターとして出演。
2004年11月に日本でアルバム『アイ・ビリーヴ』でデビュー。女子十二楽坊を大ヒットさせたことで知られるプラティア・エンタテインメント（現MUTURE COMMUNICATIONS）が発売。同時に渋谷109でシークレットライブを開催。

当初は20位前後であったが、多くのFM局において「セクシー・ノーティー・ビッチー」がヘビーローテーションで流れたため、じわじわとランクを上げて最高位は9位とタイ出身の歌手としては初のオリコンへのトップ10入りを果たした。発売半年で35万枚を超える大ヒットとなっている。

12月には渋谷duo MUSIC EXCHANGEにて単独ライブを開催した。また12月16日放送のTBS系の歌番組『うたばん』にも出演している。
2005年5月にはZepp Tokyoなどで来日公演をツアーで果たしている。
2006年8月23日、2枚目の英語アルバムとなる『テンプレチャー・ライジング』を発表。この発売日に、お台場Decksで来日公演を行い、club CAMELOT courtにて「エロカワ・パーティー」シークレットライブを開催した。

## 作品
| タイ語 スタジオアルバム 1995年: Amita Tata Young 1997年: Amazing Tata 2001年: TATA YOUNG 2003年: Real TT 2005年: Dangerous Tata 2008年: One Love スペシャルアルバム 1995年: Tata 1,000,000 Copies Celebration 1997年: Mos & Tata 1997年: Happy Birthday （上記Mos & Tataと同時期に出たミニ・アルバムで、誕生日プレゼント用のCDとして出された。 Mos の版もある。） 1998年: Tata Remix (リミックス・アルバム) 2000年: The Very Best Of Tata Young (ベストアルバム) 2004年: Real Love (ベストアルバム) 2005年: Dangerous Tata (特別盤) 2006年: Best of Tata Young (ベストアルバム) | 英語 スタジオアルバム 2004年: アイ・ビリーヴ 2006年: テンプレチャー・ライジング 2009年: レディー・フォー・ラヴ スペシャルアルバム 2004年:アイ・ビリーヴ(特別限定版) 2005年:アイ・ビリーヴ(サンキューエディション) 企画盤 2005年: Dhoom Dhoom |

| - 1995年:NANA TATA : The 1st Concert - 1995年:Tata Special Concert "I Love U" - 1996年:6.2.12 Concert Festival - 1996年:Tata Young Live In Hollywood - 1997年:MOS TATA & Friends - 2001年:หวานใจ..ไม่มี ง.งู (Hwan Jai Mai Mee Ngor Nguu) - 2005年:Tata Young JAPAN TOUR 2005 I BELIEVE - 2005年:Tata Young Live In Bangkok Dhoom Dhoom Tour - 2006年:Tata Young Temperature Rising Live In Bangkok - 2008年:Tata Young One Love Thailand Tour - 2009年:Tata Young In Concert (Venetian Macao, China) - 2013年:6.2.13 - 2013年:6.2.13 Return - 2014年:Turn Back Time with Tata | - XXXX年:カラオケ:Amita Tata Young - XXXX年:カラオケ:Amazing Tata - XXXX年:コンサート:NANA TATA IN CONCERT - XXXX年:コンサート:TATA SPECIAL "I Love U" - XXXX年:コンサート:MOS TATA & FRIEND - 2001年:カラオケ:TATA YOUNG - 2002年:コンサート:หวานใจ... ไม่มีง.งู - 2003年:カラオケ:Real TT - 2004年:カラオケ:Sexy Beat - 2004年:カラオケ:REAL LOVE - 2005年:コンサート:Tata Young JAPAN TOUR 2005 I BELIEVE - 2005年:コンサート:Tata Young Live In Bangkok Dhoom Dhoom Tour - 2005年:カラオケ:DANGEROUS TATA - 2006年:カラオケ:Best Of Tata Young - 2006年:カラオケ:Tempearture Rising - 2008年:カラオケ:One Love |

#### その他
- 1995年:ที่ว่างของเธอ Feat.U.H.T,อ้อม,ทราย,มอส,โป้ง,เจสัน (アルバム:ที่ว่างของเธอ)
- 1995年:เหนื่อยไหม Feat.U.H.T (アルバム:ที่ว่างของเธอ)
- 1996年:6.2.12（タイの人気アーティスト5人との共同レコーディング）
- 1998年:Reach For The Star（アルバム:1998年バンコクアジア大会テーマソング）
- 1998年:แค่เธอรักฉัน :O-Negative（サウンドトラックアルバム）
- 1998年:ชอบก็บอกว่าชอบ - MOS & TATA in Tribute To Rewat Buddhinan (Live Concert)
- 1999年:รักนี้ไม่มีฟอง & เปลี่ยนไำป（洗顔料 Smooth E - Babyface についてきたおまけ商品。2曲収録）
- XXXX年:วันดอกไม้บาน - เพลงประกอบกิจกรรม 'รวมพลังหาร2'
- XXXX年:อยู่ในโลกเธอ (Part of Your World - Thai Version) - เพลงประกอบการแสดง 'Disney On Ice'
- 2002年:เชียร์หยุดโลก（2002年FIFAワールドカップ公式アルバム）
- 2002年:จะเก็บเอาไว้ให้เธอผู้เดียว:เพลงประกอบละคร "ปลายเทียน"
- 2002年:จดจำไว้ในลมหายใจ : เพลงประกอบละคร "ปลายเทียน"
- 2002年:ห่างไกล Feat.The Photo Sticker Machine（アルバム:Perspective 1）
- 2004年:ข้ามฟ้ามารักกัน Moonriver (Thai Version):「Split Second」オリジナル・サウンドトラック
- XXXX年:ขวานไทยใจหนึ่งเดียว
- 2005年:I Need The Both Of You Feat.Kenny G : At Last…The Duets Album
- 2005年:Life is Action (in Thai & English) - ライフ・イズ・アクション・スズキCMソング
- 2006年:Anywhere We Can Go - I-Mobile 611 CMソング
- 2007年:Zoom (Simlish Language) - The Sims 2 Seasons Soundtrack
- 2008年:Here today - フォードCMソング

## 映像作品
- 赤い自転車（チャックラヤーン・シーデーン）
- O-Negative
- ろうそく（プライティエン）
- Dhoom（インド映画）